# ایزونیازید
داروی ایزونیازید نخستین بار در سال ۱۹۵۲ معرفی شد. ایزونیازید خط اول و فعالترین دارو برای درمان سل با فرمول C۶H۷N۳O است. ایزونیازید از هیدرازه کردن نیکوتینیک اسید به دست می‌آید. ایزونیازید دارای وزن مولکولی کم می‌باشد.(MW ۱۳۷). مولکولی ساده می‌باشد که به راحتی در آب حل می‌شود. ساختار ایزونیازید شبیه داروی پیریدوکسین می‌باشد که در زیر نشان داده شده‌است.
در آزمایشگاه ایزونیازید از رشد باسیلهای سل با غلظت ۰.۲ میکروگرم جلوگیری می‌کند. در واقع این دارو از ساخته شدن اسید مایکولیک که برای ساخته شدن دیواره باکتری لازم است جلوگیری می‌کند. همچنین ایزونیازید می‌تواند وارد سلول‌های درشتخوار شود و در نتیجه قادر است بر ارگانیسم‌های درون و بیرون سلول اثر کند.
ایزونیازید به راحتی از تشنج جذب می‌شود. همچنین به راحتی در داخل مایعات بدن و میان بافت‌ها منتشر می‌شود.
با مصرف خوراکی ۳۰۰ میلی‌گرم ایزونیازید مقدار غلظت این دارو در عرض ۱ تا ۲ ساعت به ۳ تا ۵ میکروگرم در میلی‌لیتر خون می‌رسد.

## عوارض جانبی
1. واکنشهای آلرژی که به صورت تب و بثورات پوستی بروز می‌کند
2. ناهنجاریهای خونی
3. درست کار نکردن دستگاه گوارش
4. در مواردی هپاتیت مشاهده می‌شود(مهم)